# St. Johannes (Schraplau)

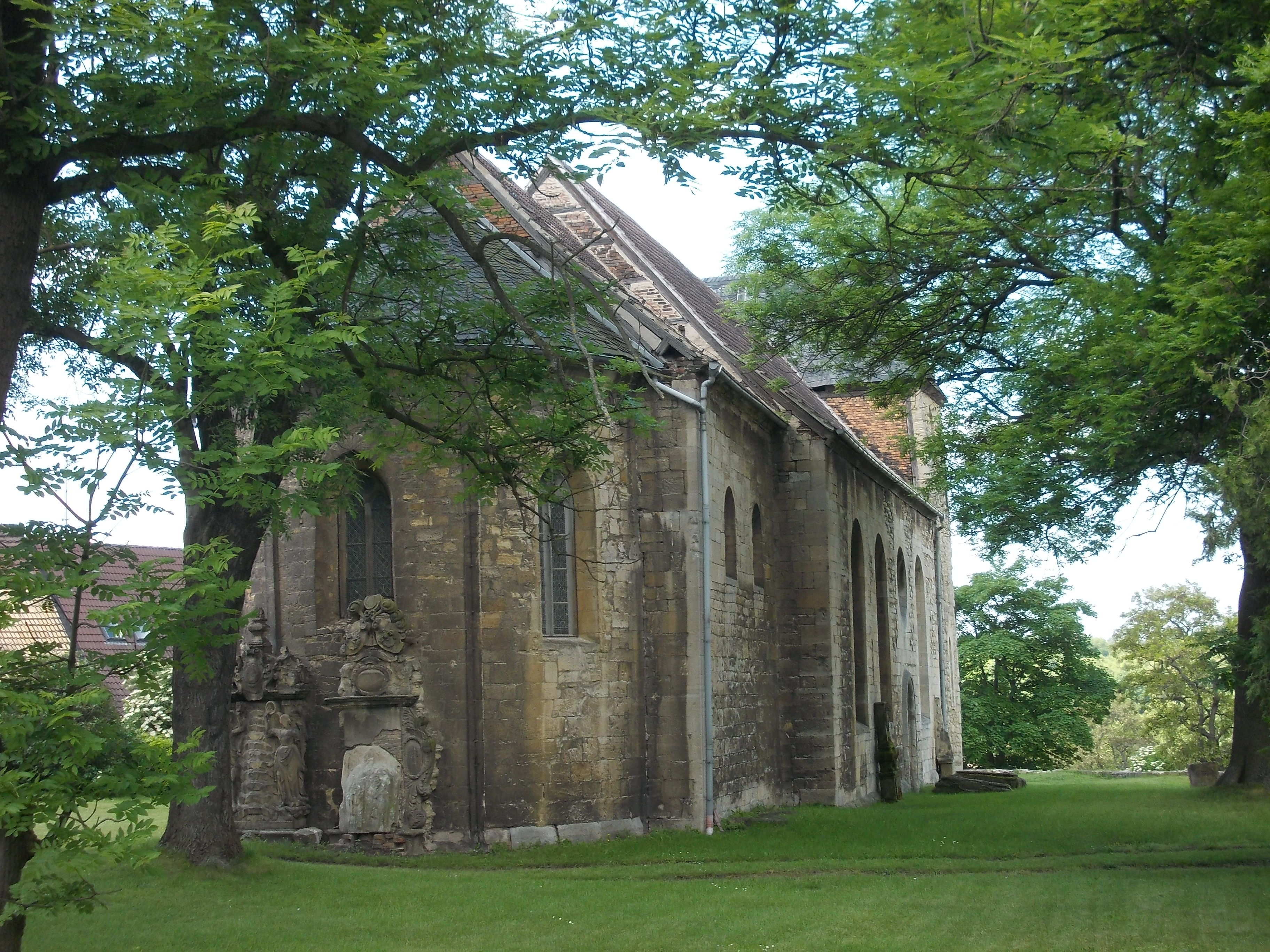
St. Johannes in Schraplau

St. Johannes ist eine denkmalgeschützte evangelische Kirche in der Stadt Schraplau in Sachsen-Anhalt. Im örtlichen Denkmalverzeichnis ist sie unter der Erfassungsnummer 094 06030 als Baudenkmal verzeichnet.
Patron des Sakralgebäudes, welches sich am Kirchplatz in Schraplau befindet, ist Johannes der Täufer.

## Beschreibung
Das Gebäude steht zwischen der Alten Burg und dem Schloss. Das Gelände, auf dem die Kirche steht, gehörte zur Vorburg der Alten Burg. Bei der romanischen Kirche wurden der Westturm, das Kirchenschiff und der Ostchor abgestuft aneinandergebaut. Beim Portal an der Nordseite befindet sich ein seltenes Fischschuppenmotiv aus der Romanik. Einige Grabsteine des ehemaligen Friedhofs wurden rund um die Kirche aufgestellt.

## Glocken
Schraplau hat ein dreistimmiges Bronzegeläute mit historischem Wert. Die Schlagtöne sind sehr gewöhnungsbedürftig. Es befindet sich in einem sehr schlechten Zustand.
Osannaglocke...es′-5...Paul Mas...1506...1.723 kg
Annaglocke.....c′′-3....unbek......14.Jh..290 kg
Sine Nomine....a′′-7....unbek......1450...140 kg